# Juan Carlos Trimarco
Juan Carlos Ricardo Trimarco (Buenos Aires, 27 de agosto de 1925- ib., 17 de septiembre de 2012) fue un militar y argentino funcionario del Proceso de Reorganización Nacional. Siendo oficial del Ejército Argentino alcanzó el grado de general de división. Fue interventor militar de la provincia de Entre Ríos.

## Biografía
El 24 de marzo de 1976, día de la rebelión cívico militar de Jorge Rafael Videla, el entonces coronel Trimarco juró como interventor federal de la provincia de Entre Ríos, en los inicios del gobierno de facto del Proceso de Reorganización Nacional. Fue sucedido el 19 de abril de ese mismo año por el brigadier Rubén D. Di Bello de la Fuerza Aérea.
Se desempeñó como comandante de la II Brigada de Caballería Blindada de Paraná entre diciembre de 1976 y diciembre de 1979.
Fue comandante del II Cuerpo de Ejército entre diciembre de 1980 y julio de 1982 y comandante del I Cuerpo de Ejército entre julio de 1982 y diciembre de 1983.
Tras la recuperación de la democracia en 1983, la Cámara Federal de Paraná procesó a Juan Carlos Trimarco en la Causa II Cuerpo de Ejército.
Se vio beneficiado por los indultos realizados por Carlos Menem en 1989.
Juan Carlos Trimarco murió el 17 de diciembre de 2012 a los 87 años de edad.